# 勒弗伊
勒弗伊（法語：Le Fœil，法語發音：[lə fœj] 或 [lə faj]）是法国阿摩尔滨海省的一个市镇，位于该省中部，属于圣布里厄区。

## 地理
勒弗伊（48°25'43"N, 2°54'54"W）面积20.54 平方千米，位于法国布列塔尼大區阿摩尔滨海省，该省份为法国西北部沿海省份，位于布列塔尼半岛北部，北濒大西洋英吉利海峡，西接菲尼斯泰尔省，南至莫尔比昂省，东临伊勒-维莱讷省。
与勒弗伊接壤的市镇（或旧市镇、城区）包括：科伊尼亚克、朗凡、勒莱莱、普莱讷欧特、坎坦、圣比伊、圣布朗当、圣多南、勒维约堡。
勒弗伊的时区为UTC+01:00、UTC+02:00（夏令时）。

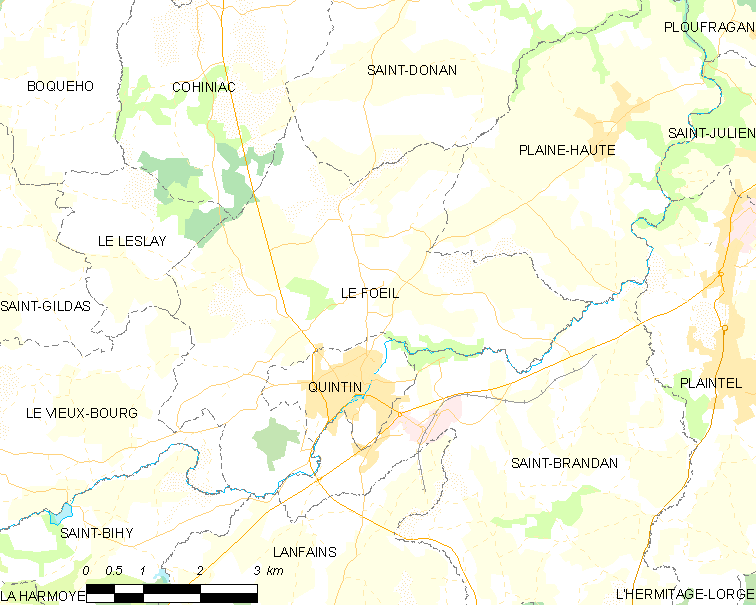
勒弗伊的OSM定位图

## 行政
勒弗伊的邮政编码为22800，INSEE市镇编码为22059。

## 政治
勒弗伊所属的省级选区为普莱洛县。

## 交通
阿摩尔滨海省省道D7线、D22线、D28线、D40线和D40A线经过境内。

## 人口

1962-2008年间勒弗伊人口变化图示

勒弗伊于2022年1月1日时的人口数量为1382人。